# Dominikánská republika na Letních olympijských hrách 1984
Dominikánská republika se účastnila Letní olympiády 1984 v americkém Los Angeles.

## Medailisté
| Medaile | Jméno         | Sport | Soutěž                       |
| ------- | ------------- | ----- | ---------------------------- |
| Bronz   | Pedro Nolasco | Box   | muži váha bantamová do 54 kg |